# Diaporthe eumorpha
Diaporthe eumorpha är en svampart som först beskrevs av Durieu & Mont., och fick sitt nu gällande namn av René Charles Maire 1917. Diaporthe eumorpha ingår i släktet Diaporthe och familjen Diaporthaceae.   Inga underarter finns listade i Catalogue of Life.